# Kościół św. Marii Magdaleny w Sownie

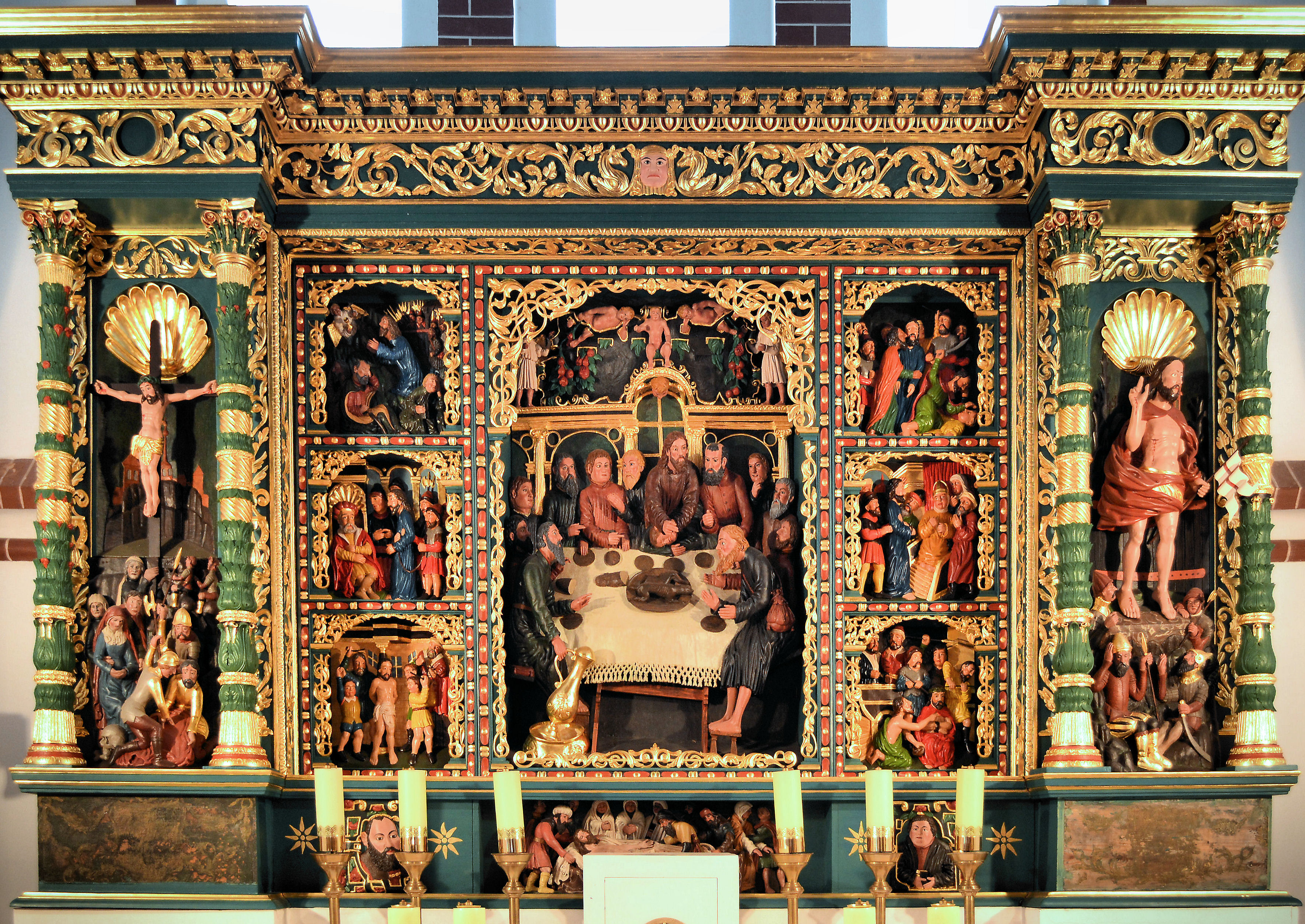
Ołtarz w kościele w Sownie

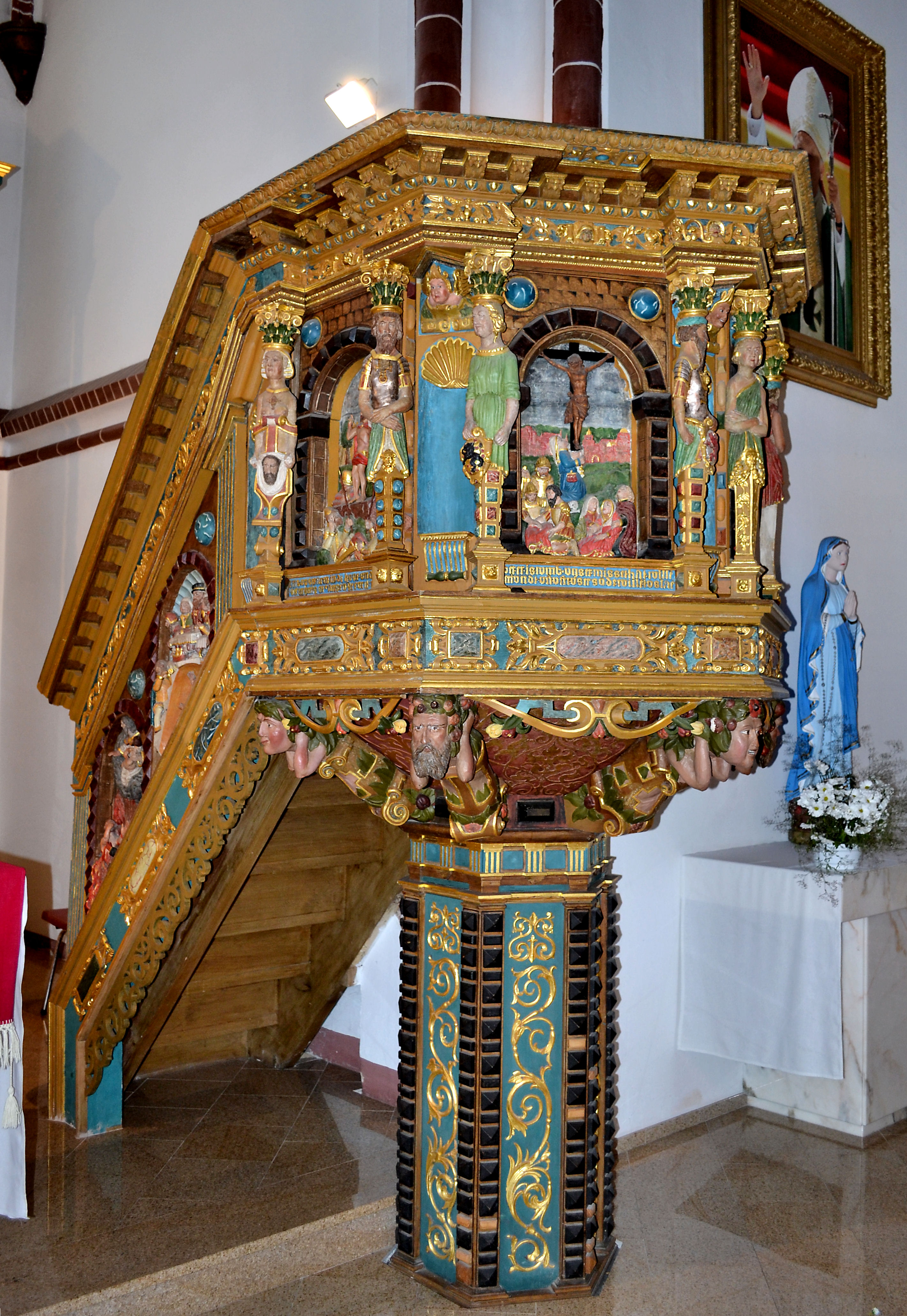
Ambona w kościele w Sownie

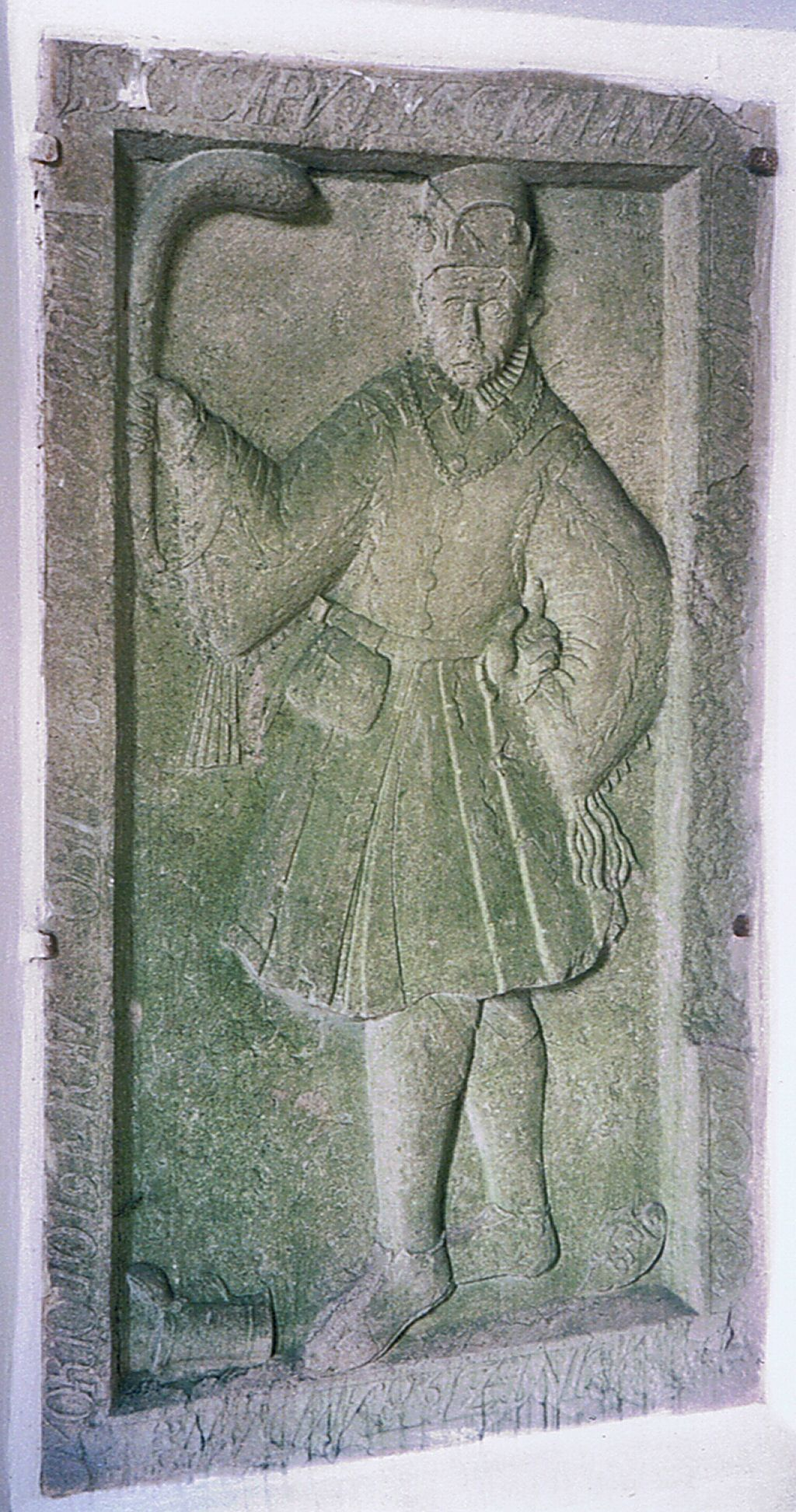
Płyta nagrobna Mikołaja Hinze w kościele w Sownie

Kościół św. Marii Magdaleny w Sownie – neogotycki kościół filialny w miejscowości Sowno, w powiecie stargardzkim. Wewnątrz znajdują się renesansowy ołtarz i ambona oraz płyta nagrobna Mikołaja Hinzego – błazna księcia Jana Fryderyka.

## Kościół
Kościół wzniesiono w 1889 w stylu neogotyckim. Wykonany został z cegły na rzucie prostokąta. Posiada trójbocznie zamknięte prezbiterium oraz trójkondygnacyjną, węższą od korpusu nawowego wieżę zwieńczoną wysmukłym, ośmiobocznym hełmem. Oprócz omówionego niżej ołtarza i ambony, we wnętrzu zachowały się także pochodzące z XIX w. ławki, empora chórowa i prospekt organowy.

## Ołtarz

### Historia
Ołtarz znajdujący się sowieńskim kościele jest znacznie od niego starszy. Powstał w połowie XVI w. Jego fundatorem był książę Barnim XI zwany Starym, a wykonawcą nadworny rzeźbiarz – Hans Peiseer wywodzący się z Gdańska. Już w XVI wieku pojawiła się legenda, że ołtarz został wykonany osobiście przez księcia Barnima Starego, znanego z zamiłowania do snycerki. 
Ołtarz przeznaczony był dla podszczecińskiej siedziby księcia zwanej Oderburgiem, leżącej na terenie dzisiejszego Grabowa. Następca Barnima XI – książę Jan Fryderyk polecił przenieść ołtarz z Oderburga do kościoła Mariackiego w Szczecinie, a następnie, po krótkim czasie, do myśliwskiej rezydencji książęcej zwanej Friedrichswalde koło Sowna. W czasie wojny trzydziestoletniej w 1635 rezydencja uległa zniszczeniu, ocalał tylko kościół wraz z ołtarzem. Ponieważ w tym samym okresie zniszczeniu uległo wyposażenie kościoła mariackiego w Stargardzie, stargardzcy mieszczanie zwrócili się z prośbą do panującego wówczas na Pomorzu księcia Bogusława XIV, by wyraził zgodę na wypożyczenie wyposażenia (w tym ołtarza) ze swojej myśliwskiej rezydencji w Sownie. Książę przychylił się do prośby stargardzkich mieszczan i przez ok. ćwierć wieku ołtarz znajdował się w Stargardzie. 
Kościół w Sownie, do którego w 1661 powrócił ołtarz, został rozebrany ok. 1720 ze względu na zły stan techniczny. Wybudowany na jego miejscu niewielki nowy kościół (przypuszczalnie ryglowy) przetrwał tylko sto kilkadziesiąt lat i w 1880 został rozebrany. Kolejny kościół zbudowano na tym miejscu w 1889 – przetrwał on do naszych czasów. W latach 1880–89 ołtarz i ambona przechowywane były w stanie rozłożonym w budynku miejscowej szkoły. Ponowne składanie ołtarza (ok. 1890) odbyło się bez należnej staranności, co spowodowało wymieszanie niektórych elementów (np. wizerunki Lutra i elektora saskiego Jana Fryderyka, które pierwotnie znajdowały się na ambonie zostały wmontowane w predellę ołtarza). 
W czasie II wojny światowej ołtarz nie ucierpiał, ale znacznych przeróbek dokonano po wojnie. Wymontowano jego część środkową, wstawiając w to miejsce obraz przedstawiający Świętą Rodzinę. Wizerunki Lutra i elektora saskiego przysłonięto firankami. Wymontowana część środkowa przez kilka lat przechowywana była na strychu kościoła w Poczerninie, a następnie wywieziona została do seminarium duchownego w Gościkowie-Paradyżu. Stopniowo postępowała dalsza dewastacja ołtarza: w nieznanym czasie zaginęła płaskorzeźba z predelli przedstawiająca złożenie Jezusa do grobu, wiele rzeźb utraciło głowy i ręce. 
Przełom nastąpił w 2010, kiedy ołtarz poddano gruntownym pracom konserwatorskim, obejmującym rekonstrukcję brakujących elementów oraz odtworzenie polichromii i złoceń.

### Opis
Drewniany, renesansowy ołtarz wypełniony jest ok. 100 pełnoplastycznymi i płaskorzeźbionymi figurami o dużym realizmie przedstawienia. Figury, po ostatniej konserwacji, posiadają żywe, kolorowe polichromie, a ciemnozielona szafa ołtarzowa zdobiona jest niemal na całej powierzchni złocisto-czerwonym ornamentem.
W centrum ołtarza umieszczono scenę Ostatniej Wieczerzy. Po bokach poszczególne sceny Męki Pańskiej (m.in. Modlitwa w Ogrójcu, Pocałunek Judasza, Biczowanie, Ecce homo). W predelli – scenę złożenia Chrystusa do grobu oraz podobizny elektora saskiego Jana Fryderyka (z lewej) i Marcina Lutra.
Pierwotnie ołtarz posiadał drugą kondygnację z wizerunkami Lutra, Melanchtona i księcia Barnima XI, która się nie zachowała.

## Ambona
Ambona wykonana została, podobnie jak ołtarz, przez Hansa Peissera w połowie XVI w. Jej dzieje są bardzo zbliżone do historii ołtarza. Podczas renowacji ok. 1890 r. dokonano w niej kilku przeróbek polegających m.in. na skróceniu balustrady schodów oraz przerobieniu części gzymsowej. Wykonano także nową podporę ambony. Nie odtworzono natomiast baldachimu ambony. Prace wykonał na zlecenie gminy protestanckiej Paweł Gotz ze Stargardu.
Ambona posiada bogate zdobienia oparte na niderlandzkich wzornikach Cornelisa Boscha. Należą do nich m.in. wysmukłe hermy ustawione parami w narożnikach kosza ambony. W półokrągło zakończonych płycinach ambony przedstawione zostały płaskorzeźbione sceny z życia Chrystusa, a na balustradzie schodów umieszczono sceny z przypowieści o bogaczu i Łazarzu.

## Płyta nagrobna Mikołaja Hinze
Płyta, która pierwotnie znajdowała się na grobie zmarłego w 1599 błazna księcia Jana Fryderyka, została w XIX w. wmurowana w ścianę przedsionka kościoła. Mikołaj Hinze zmarł w wyniku niefortunnego żartu swego pana, który zainscenizował scenę jego egzekucji. Błazen nie wiedział, że podczas "egzekucji" zamiast topora użyta zostanie kiełbasa, a całe wydarzenie jest formą żartu. W wyniku silnych emocji książęcy trefniś zmarł. 
Płyta przedstawia bogato odzianego Mikołaja Hinze trzymającego w prawej ręce przedmiot interpretowany najczęściej jako laska kiełbasy. U stóp błazna leży przewrócony kufel. W prawym narożniku umieszczono na kartuszu litery "C.F." będące inicjałami twórcy płyty. Kamienną płytę okala łaciński napis: "Oto głowa Hinziusa ręką żartobliwą w sposób niezwykły życia pozbawiona".